# نويل إسترادا
نويل إسترادا (بالإنجليزية: Noel Estrada)‏ هو ملحن أمريكي، ولد في 4 يونيو 1918 في Isabela, Puerto Rico ‏ في الولايات المتحدة، وتوفي في 1 ديسمبر 1979 في سان خوان في بورتوريكو.

## وصلات خارجية
- نويل إسترادا على موقع ميوزك برينز (الإنجليزية)
- نويل إسترادا على موقع ديسكوغز (الإنجليزية)